# Choctaw (Volk)

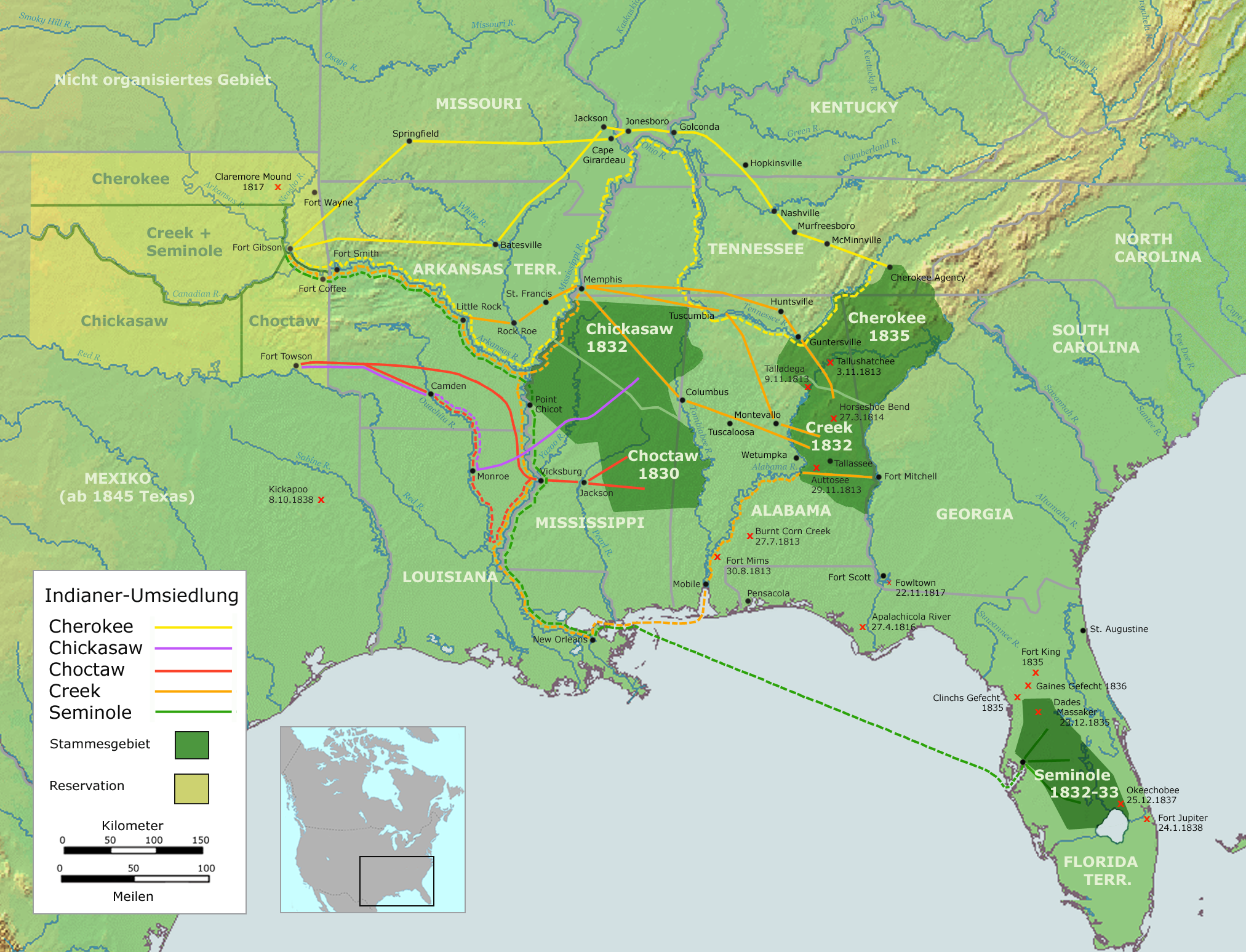
Ehemaliges Stammesgebiet der Choctaw und erste Reservation (1838), Trails of Tears (Pfade der Tränen) und Gefechte mit indianischer Beteiligung im Südosten der USA zwischen 1811 und 1847

Die Choctaw oder Chahta sind ein nordamerikanisches Indianervolk, das ursprünglich im Gebiet der heutigen US-Bundesstaaten Mississippi, Alabama sowie Louisiana lebte und zum Kulturareal des Südöstlichen Waldlands der Vereinigten Staaten zählt.
Die Herkunft der heutigen Stammesbezeichnung als „Choctaw“ ist umstritten: Der Anthropologe John Swanton vermutet, dass sie sich vom Namen eines früheren, einflussreichen Häuptlings ableite, der Historiker Henry Halbert hingegen eine Ableitung vom Choctaw- bzw. Chahta-Wort Hacha hatak („Fluss-Volk“).
Sie sind sowohl sprachlich als auch kulturell eng verwandt mit den Chickasaw (Chikasha), denn beide Sprachen – das Choctaw (Chahta Anumpa) und Chickasaw (Chikashshanompa') – bilden das sogenannte „West-Maskoki“ der Muskogee (Maskoki)-Sprachfamilie.
Im 19. Jahrhundert waren beide – zusammen mit den Muskogee (Maskoki), Seminolen und Cherokee (Tsalagi) – als zwei der fünf zivilisierten Nationen bekannt, weil sie eine Vielzahl von kulturellen und technologischen Praktiken durch – oftmals erzwungene oder aus Selbstschutz unternommene – Assimilation und Akkulturation von den Europäern angenommen hatten. Dies schützte sie wie die anderen vier Völker jedoch nicht, während der Ära der Indianer-Umsiedlung gewaltsam auf dem Pfad der Tränen (Trail of Tears) ins Indianerterritorium (das heutige Oklahoma) unter Begleitung der US-Armee ausgewiesen zu werden.
Die Chahta sind berühmt für ihre extreme Großzügigkeit bei der großen Hungersnot in Irland, da sie im Jahr 1847 Geld zur Unterstützung der hungerleidenden Iren sammelten. Ihnen zu Ehren errichteten die Iren 2017 das Denkmal Kindred Spirits.

## Geschichte

### Ursprünge
Der französische Forscher Antoine-Simon Le Page du Pratz schreibt in seiner Histoire de La Louisiane (Paris, 1758): „Als ich fragte, woher die Chat-ka kämen, erwiderten sie, sie kämen von ‚unter der Erde‘, um die Plötzlichkeit ihres Auftauchens zu erklären.“ Trotz der Annahme des Autors, dass diese Geschichte lediglich das plötzliche Auftreten des Volkes beschreiben soll und keine buchstäbliche Schöpfungsgeschichte ist, ist dies vielleicht die erste europäische Niederschrift, die die Schöpfungsgeschichte der Chat-ka erzählt.
Bernard Roman erzählte 1771 in seiner Natural History of East and West Florida (New York 1775) die Geschichte folgendermaßen:

„Diese Leute sind die einzige Nation, von der ich etwas von einer traditionellen Überlieferung ihres Ursprungs erfahren konnte: Dies ist ihr Auftauchen aus einem Erdloch, das sie sich mit den Chikasha (Chickasaw) teilten. Sie erzählten uns, dass ihre Nachbarn überrascht waren, als sie Leute plötzlich aus dem Boden sich erheben sahen.“

Wie sowohl diese beiden als auch zeitgenössische Mississippi-Chahta-Geschichtenerzähler erzählen, tauchten die Chahta entweder aus Nanih Waiya selbst oder einer Höhle in der Nähe auf.
Eine andere Geschichte, die die Chahta mit Nanih Waiya verbindet, erzählt, dass die Chahta ursprünglich viel weiter im Westen lebten:

„Eine große Anzahl Chahta wanderten vor vielen Wintern fort aus dem Land, wo sie bisher lebten. Es lag weit entfernt von hier im Westen des Großen Flusses und dem Schneegebirge. Sie brauchten viele Jahre für ihren Weg. Ein großer Medizinmann leitete sie den ganzen Weg, indem er mit einem roten Stock voranging, den er an jedem Abend, wenn sie ein Lager bauten, in die Erde steckte. Jeden Morgen zeigte sich der Stock nach Osten geneigt. Der Medizinmann sagte zu ihnen, sie müssten so lange ihren Weg fortsetzen, bis der Stock aufrecht in ihrem Lager stehen würde. Dort, so hatte es der Große Geist bestimmt, sollten sie fortan leben.“

Nach dieser Geschichte war es bei Nanih Waiya, als der Stock gerade stand. Nanih Waiya bedeutet auf Chahta „lehnender Hügel“.
Nanih Waiya befindet sich in Winston County (Mississippi) etwa zehn Meilen südöstlich von Noxapater (Mississippi). Früher war es ein Staatspark, wurde aber mittlerweile der Mississippi-Gruppe der Chahta zurückgegeben.
Galloway argumentierte aus fragmentarischen archäologischen und kartographischen Funden heraus, dass die Chahta vor dem 17. Jahrhundert nicht als einheitlicher Stamm existiert hätten. Erst zu dieser Zeit hätten verschiedene südöstliche Völker, die Nachfahren der Moundville-Kultur, der Plaquemine-Kultur und anderer Mississippi-Kulturen, sich zu einem Chahta-Stamm koaliert, der sich seiner selbst bewusst wurde.
Die Heimat der Chahta oder der daraus hervorgegangenen Völker liegt in dem Gebiet um Nanih Waiya. Der Erdhügel und das umgebende Areal sind den Chahta heilig und ein zentraler Verbindungspunkt zwischen den Chahta und ihrer Heimat.

### Der Kontakt mit den Europäern
Die Chahta waren ohne Zweifel ein Teil der Mississippi-Kultur im Tal des Mississippi River. Zu der Zeit, als die Spanier ihre ersten Vorstöße an die Golfküste machten, waren die politischen Zentren der Mississippi-Bewohner bereits im Abstieg begriffen oder bereits verschwunden. Die Region ist sehr gut beschrieben als eine Ansammlung mäßig-großer Häuptlingsreiche (wie jener am Coosa River und am Alabama River), unterbrochen von komplett autonomen Dörfern und Stammesgruppen. Dies fanden die ersten spanischen Entdecker ab 1519 vor.

#### Pánfilo de Narváez
1528 reiste Pánfilo de Narváez durch das Gebiet etwa um die Mobile-Bay-Gegend und beschrieb die Indianer, die als Antwort auf den spanischen Vorstoß flohen und ihre Häuser abbrannten. Diese Antwort war ein Vorspiel zu Hernando de Sotos Reisen zwölf Jahren später.

#### Hernando de Soto
Von 1540 bis 1543 reiste Hernando de Soto durch Florida aufwärts und dann hinein in die Alabama-Mississippi-Gegend, die später von den Chahta bewohnt werden sollte. Wenn man zwischen den Zeilen seiner Berichte über die Ureinwohner liest, erscheint eine Region voller Stämme aller Größen und Kontrollgrade über ihre Nachbargebiete.
Hernando de Soto hatte die bestausgestattete Armee seiner Zeit. Seine Erfolge waren über Spanien hinaus wohlbekannt, und viele Menschen aus allen Schichten, unter ihnen Frauen und Kinder, gesellten sich zu seiner Truppe – in Erwartung der sagenhaften Schätze in der Neuen Welt. Jedoch waren die Brutalitäten von de Sotos Expedition auch unter den Chahta bekannt und sie beschlossen, ihr Land aggressiv zu verteidigen. Bob Ferguson stellt fest:

„Hernando de Soto, der seine gutausgestatteten spanischen Glücksritter anführte, kam im Jahr 1540 in Kontakt mit den Chahta. Er war Teil eines Triumvirats, das bereits das Inkareich zerstört und geplündert hatte, und war deshalb einer der wohlhabendsten Männer seiner Zeit. Seiner Invasionsarmee fehlte es an nichts. Im wahren Konquistadoren-Stil nahm er einen Häuptling namens Tushkalusa (Schwarzer Krieger) gefangen und forderte von ihm Träger und Frauen. Die Träger erhielt er sofort. Die Frauen, so sagte Tushkalusa, würden in Mabila (Mobile) warten. Der Häuptling erwähnte nicht, dass sich in Mabila auch seine sämtlichen Krieger versammelt hatten. Am 18. Oktober 1540 betrat de Soto die Stadt und erhielt ein herzliches Willkommen. Die Chahta feierten mit ihm, tanzten für ihn und griffen ihn dann an.“

Die Schlacht von Mauvilla war der Wendepunkt von de Sotos Unternehmen; die Schlacht „brach das Rückgrat“ der Kampagne, die nie wieder voll hergestellt werden konnte. Innerhalb von neun Stunden starben 20 Spanier, weitere 20 wurden tödlich verwundet, keiner der Chahta überlebte, die 2000 bis 6000 Krieger starben im Kampf, wurden hingerichtet oder begingen Suizid. Die Hauptstadt der Chahta brannte nieder.
Die Ansteckung mit europäischen Krankheiten ist nicht gewiss. Berichte von De Sotos Reisen erwähnen keine Krankheiten unter seinen Leuten, obwohl die Schweine, die mit dem Tross mitgeführt wurden, oft entwichen und exzellente Vektoren für gefährliche Keime darstellten. Die zwei folgenden kurzen Vorstöße in den Südosten von Tristán de Luna y Arellano 1559 und Juan Pardo 1565 bis 1567 erhielten keine Beweise für grassierende Seuchen. Nach Pardo endet das historische Bild. Über ein Jahrhundert sollte mit den Europäern kein Kontakt mehr in dieser Gegend stattfinden. Während dieser Zeit veränderten sich die Gruppen-Identitäten in dieser Region komplett.

#### Le Moyne d’Iberville
Der nächste direkte aufgezeichnete Kontakt zwischen den Chahta und einem Europäer war der mit Pierre Le Moyne d’Iberville 1699. Jedoch fand bis dahin ohne Zweifel indirekter Kontakt zwischen den Chahta und britischen Siedlern durch andere Stämme statt, unter ihnen die Muskogee und Chickasaw. Pelzhandel kann zu weiteren Kontakten geführt haben. Die archäologischen Funde dieser Periode von 1567 bis 1699 sind nicht komplett oder unerforscht; es gibt jedoch Ähnlichkeiten in der Keramikbemalung und Begräbnissen, die folgendes Szenario für das plötzliche Auftauchen der Chahta-Kultur plausibel machen: Die Chahta-Region (zwischen Natchez im Süden und dem Yazoo Basin im Norden) wurde langsam von Begräbnisurnen-Leuten aus der Bottle-Creek-Gegend im Delta des Mobile River besetzt. Gleichzeitig kamen Nachfahren des Moundville-Häuptlingsreichs, das einige Jahre zuvor zusammengebrochen war. Angesichts ernsthafter Entvölkerung flohen sie westwärts, wo sie sich mit den Plaquemine und einer Gruppe „Prärie-Leuten“ vereinigten, die in der Nähe lebten. Wann dies genau geschah, ist noch nicht vollständig geklärt. Doch innerhalb weniger Generationen wurde eine neue Kultur geboren (wenn auch mit einem starken Hintergrund der Mississippi-Kultur).

#### Die Beziehungen zu den Vereinigten Staaten
Während des Amerikanischen Unabhängigkeitskriegs teilten sich die Chahta in ihrer Unterstützung entweder Großbritanniens oder Spaniens (das 1779 Großbritannien den Krieg erklärte) auf, wobei die meisten Chahta-Krieger, die im Unabhängigkeitskrieg mitkämpften, die britischen Aktionen bei Natchez, Mobile und Pensacola unterstützten. Die Chahta zählten bis zum Vertrag der Hopewell-Verhandlungen 1786 nicht als Amerikaner. John R. Swanton schreibt:

„Die Chahta führten niemals Krieg gegen die Amerikaner. Ein paar wurden von Tecumseh angestiftet, sich mit den feindseligen Muskogee zu alliieren, doch die Nation als Ganze wurde durch den Einfluss von Apushmataha (Pushmataha), dem Größten aller Chahta-Häuptlinge, aus allen anti-amerikanischen Allianzen herausgehalten.“

Einige Chahta-Scouts dienten unter US-General Wayne im Nordwestlichen Indianerkrieg. Während des Amerikanischen Bürgerkriegs waren die Chahta auf der Seite der Südstaatler.
Die Chahta waren bekannt für ihre schnelle Eingliederung in die europäische Modernität. John R. Swanton schreibt:

„Es ist allgemein bezeugt, dass die Muskogee und Seminolen, die die höchstentwickelten eigenen indianischen Institutionen hatten, die langsamsten waren, die in den neuen politischen und sozialen Organismus assimiliert wurden, der aus Europa eingeführt worden war. Danach folgen die Chickasaw. Die Cherokee und Chahta passten sich am allerschnellsten von allen an.“

George Washingtons Indianerpolizei wurde dazu benutzt, die Indianer zu „zivilisieren“. Er glaubte, dass die Indianer selbst gleichwertig waren, ihre Gesellschaft jedoch minderwertig. Der 6-Punkte-Plan schloss ein: 1) Ungeteilte Gerechtigkeit gegenüber Indianern, 2) regulierter Kauf indianischen Lands, 3) verstärkter Handel, 4) verstärkte Experimente, Indianer zu zivilisieren, 5) dem Präsidenten Autorität geben, ihnen „Geschenke“ zu machen und schließlich 6) verstärkte Bestrafung jener, die indianische Rechte verletzen.

### Ausweisung und Verträge
Obwohl viele Verträge mit anderen europäischen Nationen abgeschlossen wurden, wurden nur neun Verträge zwischen den Chahta und den USA abgeschlossen (zwischen 1786 und 1830). Ferguson schreibt: „Neun Verträge wurden während einer vierundvierzigjährigen Periode von 1786 bis 1830 unterzeichnet. Man muss die Mengen Chahta-Land bedenken, die in diesen Verträgen behandelt wurden, vor allem weil sie auch Vereinbarungen anderer Themengebiete enthielten, denn Land war die wertvollste Resource der Indianer.“ Diese Verträge sind:
| Vertrag von Hopewell             | 3. Januar 1786         |
| Vertrag von Fort Adams           | 17. Dezember 1801      |
| Vertrag von Fort Confederation   | 17. Oktober 1802       |
| Vertrag von Hoe Buckintoopa      | 31. August 1803        |
| Vertrag von Mount Dexter         | 16. November 1805      |
| Vertrag von Fort St. Stephens    | 24. Oktober 1816       |
| Vertrag von Doak's Stand         | 18. Oktober 1820       |
| Vertrag von Washington City      | 20. Januar 1825        |
| Vertrag von Dancing Rabbit Creek | 15.–17. September 1830 |

Der letzte Vertrag, der bedeutendste, war der Vertrag von Dancing Rabbit Creek (1830). Der Vertrag übertrug das verbliebene traditionelle Heimatland der Chahta im Gegenzug für finanzielle Kompensationen an die USA. Artikel 14 dieses Vertrags erlaubte einigen Chahta, im Staat Mississippi zu verbleiben:

„Jedem Chahta-Familienoberhaupt, das den Wunsch hat zu bleiben und Bürger der USA zu werden, soll erlaubt werden, dies zu tun, indem er innerhalb sechs Monaten nach der Ratifizierung dieses Vertrags seine Absicht dem Indianeragenten anzeigt. Er oder sie wird daraufhin eine Reservatsektion von 640 Acres Land erhalten, die das Überleben sichern soll. Jedem unverheirateten Kind über zehn Jahren, das mit ihm lebt, soll die Hälfte dieser Menge zugewiesen werden, jedem Kind unter zehn Jahren ein Viertel. Diese Flächen sollen der Fläche der Eltern angrenzen. Wenn sie auf diesem Land leben und bis fünf Jahre nach Ratifizierung dieses Vertrags versuchen, Bürger der Vereinigten Staaten zu werden, sollen sie auch einen kleinen Beitrag erhalten, d. h. die Reservation soll den aktuellen Zuwachs des Familienoberhaupts oder einen Teil davon einschließen. Personen, die die Vertragsbedingungen nicht erfüllen, sollen nicht das Privileg eines Chahta-Bürgers verlieren, haben jedoch, sollten sie jemals zurückkehren, kein Recht auf irgendeinen Anteil der Chahta-Annuität.“

Ergänzend wurde ein Gesetz erlassen, das es für illegal erklärte, sich gegenüber anderen Chahtas gegen die Umsiedlung auszusprechen. Jene Chahta, die zwischen 1831 und 1838 ins Indianerterritorium ausgewiesen wurden, wurden als Chahta-Nation von Oklahoma organisiert. Jene, die unter Artikel 14 des Vertrags von Dancing Rabbit Creek unterzeichneten, bildeten später die Mississippi-Gruppe der Chahta-Indianer. 1831 gingen Zehntausende Chata den 800-km-Weg nach Oklahoma und viele starben. Die Ausweisungen gingen bis ins frühe 20. Jahrhundert weiter und wurden unter der Bezeichnung Pfad der Tränen bekannt.

### Große Hungersnot in Irland
1847, mitten in der Großen Hungersnot in Irland, sammelte eine Gruppe Chahta 170 Dollar und sandte sie nach Irland, um den hungernden irischen Männern, Frauen und Kindern zu helfen. „Es ist erst sechzehn Jahre her, seit die Chahta den ‚Pfad der Tränen‘ durchgemacht haben, und sie waren selbst dem Verhungern nahe.“ – „Es war eine großartige Geste. Nach heutigen Standards wären das eine Million Dollar“, so Judy Allen, Herausgeberin der Zeitung der Chahta-Nation von Oklahoma. Um das 150. Jubiläum zu begehen, wanderten acht Iren den „Pfad der Tränen“ nach.

### Code-Sprecher im Ersten Weltkrieg
Im Ersten Weltkrieg benutzte eine Gruppe Chahta, die in der US-Armee diente, ihre Sprache als Code. Sie waren die Vorbilder für Indianer aus vielen Nationen; am bekanntesten waren die Diné, die als Funker oder Code-Sprecher während des Zweiten Weltkrieges eingesetzt wurden.

## Jüngste Ereignisse

### Glücksspiele
Der Mississippi-Stamm der Chahta-Indianer (MBCI) besitzt eins der größten Kasinos bei Philadelphia (Mississippi). Das Silver Star Casino öffnete seine Türen 1994. Das Golden Moon Casino öffnete 2002. Die Kasinos sind bekannt als das Pearl River Resort.

### Der Abramoff-Reed-Skandal
„Jack Abramoff und sein Partner Michael Scanlon (Abramoff-Reed-Indianer-Glücksspiel-Skandal) erhöhten künstlich die Ausgaben und teilten sich den Profit von 15 Millionen Dollar, den sie aus Zahlungen der Mississippi-Bande der Chahta-Indianer erhalten hatten, bezugnehmend auf einer Bestätigung und E-Mails, hervorgegangen aus einer Anhörung des Komitees des Senats für Indianische Angelegenheiten.“

„Chahta-Häuptling Phillip Martin bestätigte nicht, gab aber eine Stellungnahme [an das Komitee] heraus. ‚Nachdem wir erfahren hatten, was passiert war, waren wir erstaunt, dass ein Seniordirektor einer größeren Anwaltskanzlei so etwas tun konnte – und dass er so lange damit durchkommen konnte.‘“

In einer E-Mail vom 29. Januar 2002 teilte Abramoff Scanlon mit: „Ich muss mich mit den Affen vom Chahta-Stammesrat treffen.“
US-Senator John McCain berichtete bei einer Anhörung am 22. Juni 2005, dass einige der Gelder unbekannterweise an diverse Personen und Organisationen versickert waren, darunter an einen israelischen Heckenschützenlehrer.

### Die Rückkehr von Nanih Waiya
Nach nahezu 200 Jahren ist Nanih Waiya zurückgekehrt. Nanih Waiya war ein Staatspark von Mississippi, bis das Mississippi Legislature State Bill 2803 2006 die Kontrolle offiziell an die Chahta zurückgab.

## Heutige Situation der verschiedenen Chahta-Stämme
Zählt man alle Stammesmitglieder der Chahta zusammen, bilden sie neben den Cherokee und Navajo einen der größten Indianerstämme in Nordamerika. Viele Chahta leben und arbeiten in städtischen und ländlichen Gegenden in der ganzen Welt.

### Durch die US-Regierung anerkannte Stämme (Federally recognized Tribes)
Heute gibt es drei offiziell seitens der Vereinigten Staaten und des BIA auf Bundesebene anerkannte Choctaw (oder Chahta) Stämme (sog. federally recognized tribes):

#### Mississippi Band of Choctaw Indians
Die Chahta-Reservation in Mississippi hat acht Gemeinden: Bogue Chitto, Bogue Homa, Conehatta, Crystal Ridge, Pearl River, Red Water, Tucker und Standing Pine. Diese Gemeinden sind über den Staat wie eine „Inselkette“ verteilt. Die heute ca. 9.770 Stammesmitglieder der Chahta, die noch in Mississippi leben, bilden die Mississippi Band of Choctaw Indians, angeführt vom gewählten Häuptling Phillip Martin. Sie sind der einzige Chahta-Stamm, der noch größtenteils die eigene Sprache, das Choctaw (Chahta Anumpa), spricht.
Chahta reisten regelmäßig über längere Zeit Hunderte Kilometer fort von ihren Häusern. Swanton schreibt: „Sie brechen früh im Herbst auf und kehren in ihre reservierten Ländereien erst im Frühling zurück, um ihre Gärten zu bearbeiten. In dieser Zeit besuchen sie die Weißen in Columbus, Mississippi, Macon, Brookesville and Crawfordville, außerdem die Gegend, in der sich heute Yazoo City befindet … Fani Yakni etwa 9 Meilen östlich von Philadelphia war ein toller Ort für Eichhörnchen.“
Die älteste Siedlung befindet sich in Neshoba County. Swanton sagt: „Am Ufer des Cushtusha Creek, Neshoba County, Mississippi, befindet sich die angeblich älteste Siedlung der Nation. Die Gebeine großer Krieger ruhen hier.“

#### Choctaw Nation in Oklahoma
Die meisten Chahta wurden während der 1830er Jahre gewaltsam aus Mississippi nach Oklahoma ausgewiesen. Chahta trugen viel zur frühen Geschichte von Oklahoma bei und gaben dem Staat seinen Namen. Der frühere Haupthäuptling Allen Wright nahm an, der Name stamme aus einer Kontraktion des Chahta-Worts okla (‚Leute‘) und humma (‚rot‘). Heute bilden die ca. 223.279 registrierten Stammesmitglieder, von denen ca. 85.000 in Oklahoma leben, die Choctaw Nation of Oklahoma oder Choctaw Nation und befindet sich im südöstlichen Quadranten des Staats, der aus 10½ Counties besteht. Das Hauptgebäude, das 1884 erbaut wurde, befindet sich in Tushkahoma (Oklahoma). Ihr gewählter Häuptling ist Gregory E. Pyle und das Hauptquartier der Nation befindet sich in Durant (Oklahoma), der zweitgrößten Stadt der Nation. McAlester ist momentan die größte Stadt der Chahta-Nation.

#### Jena Stamm der Choctaw Indianer
Die Jena Band of Choctaw Reservation der seit 1995 bundesstaatlich anerkannten Jena Band of Choctaw Indians liegt in zwei getrennten Teilen des Grant Parish nahe dem Dorf Creola, Louisiana, wobei der kleinere Teil innerhalb des Dorfes und der größere nordwestlich liegt. Sie zählen heute 241 Stammesmitglieder und ihr Verwaltungssitz befindet sich in der namensgebenden Kleinstadt Jena im La Salle Parish in Louisiana, die nach der berühmten Doppelschlacht bei Jena und Auerstedt benannt wurde. Seit dem 13. Februar 2013 betreiben sie zudem das Jena Choctaw Pines Casino mit ca. 700 Einarmige Banditen und einem Poker-Raum. Ihr derzeitiger oberster gewählter Stammeshäuptling ist Cheryl Jackson Smith.

### Einzelstaatlich anerkannte Stämme (State recognized Tribes)
Neben diesen gibt es zudem noch seitens einzelner Bundesstaaten als Stämme anerkannte Choctaw (oder Chahta) (sog. state recognized tribes), die jedoch auf Bundesebene oder vom BIA nicht als Stämme anerkannt sind und somit auch keinerlei bundesstaatliche Förderung bekommen:

#### Choctaw-Apache Stamm in Ebarb
Die Choctaw-Apache Community of Ebarb oder Choctaw-Apache Tribe of Ebarb liegt im westlichen Sabine Parish im Nordwesten von Louisiana an der Grenze zu Texas und umfasst in dessen traditionellem Territorium die Gemeinden Converse, Noble, Zwolle, Ebarb, Blue Lake, und Grady Hill. Offiziell 1978 staatlich anerkannt (state recognized), ist er heute der zweitgrößte Stamm im Staat Louisiana. Historisch sind die Stammesmitglieder Nachfahren von Lipan Apache-Sklaven, die auf den Märkten von Natchitoches und Los Adaes verkauft wurden sowie von Choctaw (auch Chahta), die auf der Suche nach neuen besseren Jagdgründen um 1800 sich hier niederließen, in den 1820er Jahren schlossen sich diesen noch Chahta an, die vor den Muskogee (auch Creek) flohen. Die Chahta stellen die Mehrheit im Stamm, viele von diesen besitzen jedoch auch Vorfahren unter den vormals hier ansässigen Adais. Auch manche Überlebenden der Bi`uhit Ndé / Buii gl un Ndé (‘Many Necklaces People’) der Lipan Apache wurden in die Choctaw-Apache Community umgesiedelt. Heute zählen sie ca. 2.000 Stammesmitglieder.

#### MOWA Stamm der Choctaw Indianer
Im Jahr 1979 wurde die MOWA Band of Choctaw Indians (MBCI) als erster Stamm vom Bundesstaat Alabama als Stamm anerkannt (state recognized tribe), der Name MOWA bezieht sich auf die Namen der Countys Mobile County und Washington, in denen sich die heutigen Reservatsgebiete befinden.
Die ca. 1,2 km² umfassende MOWA Choctaw Reservation befindet sich entlang des Mobile River und Tombigbee Rivers zwischen den kleinen Gemeinden McIntosh, Mount Vernon und Citronelle im Südwesten von Alabama, nördlich von Mobile. Sie sind Nachfahren von Choctaw (auch Chahta), Muskogee (auch Creek), Chickasaw, Cherokee und Chiricahua Apache (die in Mt. Vernon Barracks von 1887 bis 1894 als Kriegsgefangene interniert waren). Die Mehrheit hat Choctaw-Vorfahren aus Mississippi und Alabama, die 1830 der Zwangsumsiedlung ins Indianerterritorium (Oklahoma) zur Zeit des Dancing Rabbit Creek-Vertrages entgehen konnten; obwohl zumeist als Cajuns oder mixed-raced bezeichnet, identifizieren sie sich heute als Choctaw. Neben den Stammesmitgliedern, die auf der Reservation leben, leben ca. 3.600 in 10 kleinen Siedlungen nahe der Reservation. Laut United States Census 2000 gehören der MOWA Band of Choctaw Indians ca. 5.000 Stammesmitglieder an.

#### Cher-O-Creek Intra Stamm Indianer
Die Cher-O-Creek Intra Tribal Indians bestehen aus Nachkommen aller fünf zivilisierter Stämme, mehrheitlich jedoch der Creek und Cherokee, da es zudem viele Mischehen unter diesen zwei dominierenden Gruppen gab, haben viele gleichzeitig Creek und Cherokee-Vorfahren, daher auch die Stammesbezeichnung Cher-O-Creek.

#### Four Winds Stamm, Louisiana Cherokee Konföderation
Die Four Winds Tribe, Louisiana Cherokee Confederacy wurde vom Bundesstaat Louisiana 1997 als sog. state recognized tribe auf Bundesstaatsebene anerkannt, die Mehrzahl sind Cherokee, jedoch gibt es auch einige Choctaw, Micmac, Muskogee (Creek) die während des Indian Removal in den 1830er Jahren sich den hier ursprünglich siedelnden Atakapa anschlossen, aus Angst vor Wegnahme ihres Landes versteckten sie sich und hatten ihre indianische Identität verleugnet, gaben als Rasse (Race) oft White, Free Person of Color, Black or Free Person an. Die Mehrheit des Stammes befindet sich im Vernon Parish und Beauregard Parish.

#### Clifton Choctaw Stamm in Louisiana
Die Clifton-Choctaw Indians oder der Clifton Choctaw Tribe of Louisiana wurden vom Staat Louisiana 1979 als Stamm auf Bundesstaatsebene anerkannt. Im 19. Jahrhundert schlossen sich in den Kiefernwäldern im Rapides Parish einige verstreut über die Rapides und Natchitoches Parishes lebende Familien zusammen. Der Verwaltungssitz befindet sich im namensgebenden Ort Clifton in Zentral-Louisiana; der Stamm zählt heute ca. 500 Mitglieder.

#### Bayou Lacombe Choctaw
Einige kleine Gruppen der Choctaw (Chahta) blieben im Osten und siedelten entlang des Pearl River und oberhalb des Lake Pontchartrain; später entstanden hieraus die Bayou Lacombe Choctaw im St. Tammany Parish im äußersten Osten von Louisiana und diese zählen heute ca. 300 Stammesmitglieder.

#### Biloxi-Chitimacha Konföderation der Muskogee Indianer
Die Biloxi-Chitimacha Confederation of Muskogees spaltete sich von der kulturell sowie sprachlich eng verwandten United Houma Nation 1995 ab und wurde vom Bundesstaat Louisiana im Jahr 2005 als separater, eigenständiger Stamm auf Bundesstaatsebene anerkannt; tatsächlich wird vermutet, dass die Houma einst eine Stammesgruppe der Choctaw / Chahta bildeten und sich von diesen später trennten. Die Ländereien der Biloxi-Chitimacha Confederation of Muskogees  liegen im Lafourche Parish und Terrebonne Parish von Louisiana; sie vertreten politisch gegenüber der Regierung die drei historisch und kulturell zwar verwandten Bands – die Grand Caillou/Dulac Band, die Isle de Jean Charles Band und die Bayou Lafourche Band, die alle in einem Radius von ca. 10 bis 15 Meilen leben. Jede dieser Bands ist jedoch selbst als eigenständiger Stamm (sog. state recognized tribe) von Louisiana anerkannt, mit eigener Geschichte, Identität sowie eigenem Stammesrat (Tribal Council) oder Stammes- bzw. Ältestenrat (Council of Elders). Manche Stammesmitglieder der drei Bands bezeichnen sich einfach als Biloxi-Chitimacha, jedoch ist der Stamm ein Zusammenschluss von mehreren historisch verschiedene Sprachen sprechenden Stämmen – zumeist den Biloxi und Chitimacha sowie den Choctaw (Chahta), Acolapissa und Atakapa.
- Bayou Lafourche Band

Die Vorfahren der Bayou Lafourche Band konzentrierten sich entlang des unteren Bayou Lafourche – des größten Bayou – im 19. Jahrhundert. Wiederholte Hurrikanes während des letzten Jahrhunderts haben drastisch die ehemalige Kulturlandschaft der Bayou Lafourche Band verändert und neugeformt. Heute leben die Stammesmitglieder meist im südlichen Lafourche Parish und Terrebonne Parish und bleiben untereinander durch starke Familienbande und Stammesaktivitäten verbunden.
- Grand Caillou/Dulac Band

Die Grand Caillou/Dulac Band konzentriert sich heute entlang der unteren Bayou Terrebonne und Bayou Grand Caillou, wo die Vorfahren der heutigen Stammesgemeinde aus mehreren kleinen indigenen Gruppen, die im 19. Jahrhundert untereinander heirateten und später zu einer Einheit verschmolzen. Heutige Stammesmitglieder leben immer noch von der Fischerei – entweder kommerziell oder zwecks Nahrungserwerb. Der Stamm oder die Band hat sein Zentrum heute im Terrebonne Parish, Louisiana, einige Familien leben entlang der Shrimper's Row in Dulac, Louisiana.
- Isle de Jean Charles Band

#### Louisiana Choctaw Stamm
Der Louisiana Choctaw Tribe ist vom Bundesstaat Louisiana als Stamm anerkannt.

### Nicht anerkannte Gruppen
Zudem gibt es mehrere Gruppen, die sowohl auf Bundesebene als auch von den einzelnen Staaten nicht als Stämme anerkannt werden – sie werden zumeist auch von den anerkannten Choctaw (Chahta) als sog. Heritage Groups oder sog. Fake Tribes (dt. übersetzt: Falsche Stämme) bezeichnet.

#### Choctaw Nation in Florida
Die Choctaw Nation of Florida (früher auch: Hunter Tsalagi-Choctaw Tribe) behauptet, sie stamme von Choctaw, die in den 1830er Jahren aus North Carolina nach Georgia und schließlich weiter nach Florida flüchteten sowie Cherokee, die bereits in Florida Zuflucht gefunden hatten, ab; die irokesisch-sprachigen Cherokee nennen sich in ihrer Sprache, dem Cherokee (Tsalagi oder Aniyunwiya), selbst Tsalagi. Der Verwaltungssitz der ca. 80 Stammesmitglieder befindet sich in Marianna, Florida. Sie werden jedoch nicht vom Staat Florida anerkannt, da dieser nur Nachkommen der bereits staatlich anerkannten Seminolen, Mikasuki oder historisch in Florida siedelnden Nachfahren der Muskogee (auch: Creek) akzeptiert.

## Kultur

### Bestrafung von Verbrechen

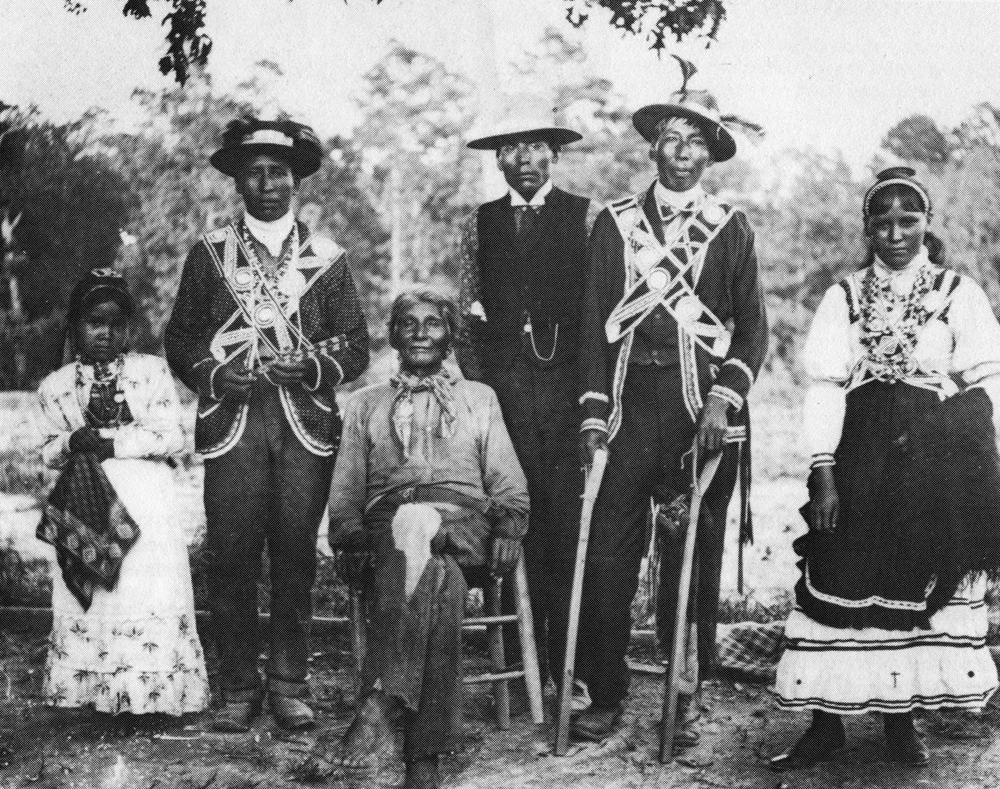
Gruppe Choctaw-Indianer im 19. Jahrhundert

Mord wurde normalerweise mit Rache geahndet. Swanton schreibt: „Mord, v. a. an Stammesgenossen, konnte nur durch den Tod des Mörders selbst oder eines von der geschädigten Familie akzeptierten Ersatzes gesühnt werden … sie bewirken Rachegelüste für eine Generation“.
Das Stehlen von Eigentum wurde normalerweise bestraft, indem das gestohlene Gut zurückgegeben oder anderweitig kompensiert wurde. Swanton sagt: „Diebe, die mit dem gestohlenen Eigentum in ihrem Besitz angetroffen werden, werden gezwungen, es zurückzugeben. Ist dies nicht möglich, müssen entweder sie oder ihre Familien Güter gleichen Wertes zurückgeben.“ Später wurde Diebstahl durch die Peitsche bestraft. Swanton schreibt über Cushman: „Für kleinere Vergehen, war die Peitsche die Bestrafung: fünfzig Hiebe für das erste Vergehen, hundert für das zweite und Tod durch die Flinte beim dritten Vergehen … (1899).“
Inzest wurde als Verbrechen angesehen. Swanton stellt fest: „Inzest … war ursprünglich ein größeres Vergehen, aber wir haben keine Erinnerung mehr an die Bestrafung, die darauf stand.“

### Die frühere Religion der Chahta
Die Chahta glaubten an einen guten und einen bösen Geist und sie waren Sonnen- oder Hushtahli-Verehrer. Swaton schreibt: „Die Chahta verehrten früher die Sonne als Gottheit … der Sonne wurde die Macht über Leben und Tod zugeschrieben. Man stellte sich vor, dass sie auf die Erde niedersieht und so lange sie ihr flammendes Auge auf einen gerichtet hält, ist die Person sicher … Feuer als stärkste Repräsentation der Sonne galt als besitzende Intelligenz, die in Einklang mit der Sonne wirkt … mit der Sonne in stetigem Austausch steht.“
Der Böse Geist Na-lusa-chi-to (Schwarzes Wesen/Seelenesser) verletzt Leute. Er kann, so erzählen es die Geschichten, in Gestalt einer Schattenperson erscheinen.
Die Gebete können von den Missionaren eingeführt worden sein. Die Chahta-Propheten beten jedoch die Sonne an. Swanton schreibt: „Ein alter Chahta informierte Wright, dass sie vor der Ankunft der Missionare keine Vorstellung von Gebeten hatten. ‚Jedoch‘, so fügte er hinzu, ‚habe ich in der Tat gehört, dass früher die Hopaii (Propheten) bei manchen Gelegenheiten die Sonne angerufen haben.‘“

### Mythen
Die Chahta kennen viele Geschichten über die kleinen Leute. Swanton berichtet über Halbert: „Die Chahta in Mississippi sagen, es gäbe da einen kleinen Mann, etwa zwei Fuß hoch, der einzelgängerisch im dichten Wald lebt. … Er wirft oft spielerisch mit Stöcken und Steinen auf Leute … Die Indianerheiler sagen, dass Bohpoli (der ‚Werfer‘) ihnen bei der Herstellung ihrer Medizin hilft.“ Die kleinen Leute sollen auch kleine Kinder entführen, um sie die Geheimnisse des Waldes zu lehren.

### Geschichten
Geschichtenerzählen ist eine beliebte Unterhaltungskunst in vielen Indianergesellschaften. Dies gilt auch für die Chahta. Die Geschichten berichten über ihre Ursprünge und die Taten lang geganger Helden. Es gibt auch Geschichten über Opossums, Waschbären, Schildkröten, Vögel, Streifenhörnchen und Wölfe. Randy Jimmie und Leonard Jimmie erzählen:

„Die Chahta glaubten, dass ihr Volk vom Heiligen Hügel Nanih Waiya kommt. In Beziehung zu diesem Schöpfungsmythos steht auch die Legende der Wanderung des Chahta-Stammes unter der Führerschaft von Chata. Es gibt mehrere Versionen ihrer Schöpfung und Wanderungsmythen sind unter Indianern weit verbreitet und sind auch bei den heutigen Chahta noch sehr beliebt, insbesondere bei den Älteren. Die Jungen jedoch interessieren sich mehr für die Taten verschiedener Waldtiere oder für Schöpfungsgeschichten, die in den Urwäldern spielen.“

Eine dieser Waldtiergeschichten handelt von einem Opossum und einem Waschbären. Randy Jimmie und Leonard Jimmie erzählen:

„Vor langer Zeit, als die Waldtiere noch sprechen konnten, lebten dort zwei Brüder, Opossum und Waschbär. Eines Tages gingen sie durch den Wald. Waschbär war neidisch auf Opossums langen schönen Schwanz mit seinen vielen Farben. Waschbär hatte schon viele Möglichkeiten durchdacht, den Schwanz seines Bruders zu zerstören. An diesem Tag sagte er Opossum, er wüßte eine Möglichkeit, seinen Schwanz noch viel schöner und länger zu machen. Opossum fragte Waschbär, wie das möglich sei. Waschbär sagte Opossum, er solle heimgehen und in ein paar Monden wiederkommen. Dann würden sie sich an diesem besonderen Ort treffen und es weiter besprechen.
Als ein paar Monde vergangen waren, kehrte Opossum an diesen Ort zurück. Nach einer freundlichen Begrüßung brachte er das Thema auf seinen schönen Schwanz. Natürlich erinnerte sich Waschbär. Er befahl Opossum, mit ihm in die Wälder zu gehen, was sie auch taten. Sie wanderten lange einen Pfad entlang, bis sie zu einem riesigen Hickorybaum kamen, dessen Krone abgebrochen war. Im Stamm des alten knorrigen Baumes war ein Loch. Waschbär erklärte Opossum, dass dies der Ort sei, wo sein Schwanz länger und schöner werden würde. Er befahl Opossum, seinen Schwanz in das Loch im Stamm des Hickorybaumes zu stecken. Opossum tat wie geheißen und war alsbald an den Baum gebunden. Er wurde wütend und versuchte zu entkommen, doch der Waschbär überzeugte ihn, dass dies nötig sei, seinen Schwanz zu verlängern. 
Nachdem Waschbär Opossum erst einmal an den Baum gebunden hatte, ging er auf dessen andere Seite. Nach ein paar Augenblicken begann Opossum Schmerz und Hitze an seinem Schwanz zu fühlen. Nach einer Weile waren Schmerz und Hitze verschwunden. Waschbär kehrte zurück und sagte Opossum, er solle noch eine Weile warten. Er würde ihn nach seiner Rückkehr loslösen. Opossum wartete und wartete, doch Waschbär kam nicht zurück. Opossum rief um Hilfe und Eichhörnchen erschien und befreite ihn. Als er seinen Schwanz aus dem Baum zog, entdeckte er, dass er bis auf die Haut abgebrannt war. Seit damals glauben die Chahta, dass Waschbär Opossums Schwanz wegen Neid und Eifersucht abgebrannt hat.“

### Stockball

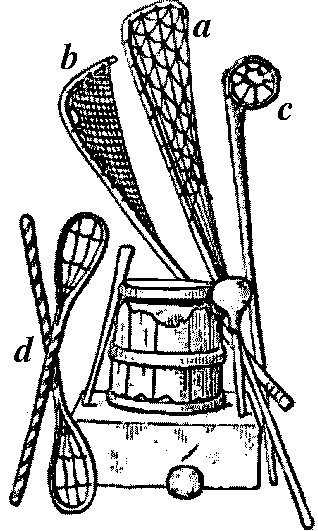
Stockballausrüstung

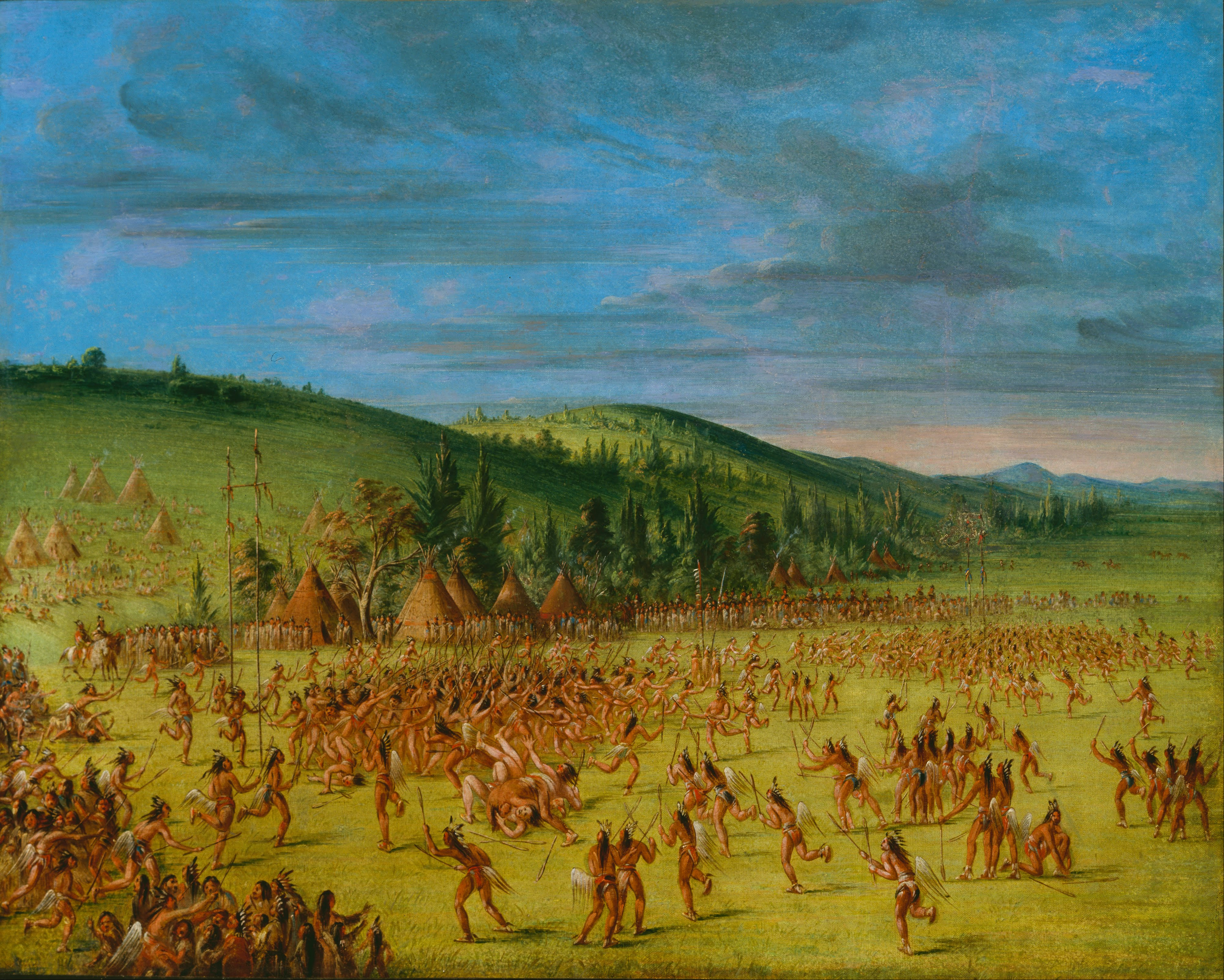
An Indian Ball-Play von George Catlin

Indianer-Stockball, die älteste Feldsportart in Amerika, war auch bekannt als „der kleine Bruder des Krieges“, bedingt durch seine Rauheit und Funktion als Ersatz für Krieg. Wenn zwischen zwei Chahta-Gemeinden Zwistigkeiten ausbrachen, war Stockball eine zivilisierte Art der Problemlösung. Die früheste Referenz von Stockball war 1729 von einem Jesuiten-Pater. Die Anzahl der Stockball-Spieler kann nur zwanzig betragen oder dreihundert Spieler. John R. Swaton berichtet über George Catlins Bemerkung über das Spiel:

„Es ist nicht ungewöhnlich, dass sechshundert, achthundert oder gar tausend (!) junge Männer an dem Ballspiel teilnehmen, mit einer fünf- bis sechsmal so hohen Anzahl Zuschauer, die um den Platz herumstehen und zuschauen.“

Die Tore können nur hundert Meter voneinander entfernt sein oder ein paar Kilometer. Manchmal werden die Tore im Dorf des jeweiligen Gegners postiert.

„Die Natur des Feldspiels war niemals streng definiert. Die einzigen Regeln waren die zwei Tore an jeweils einem Ende des Spielfelds. Der Abstand konnte von 30 Metern bis zehn Kilometern betragen, zumindest im 19. Jahrhundert.“

Die Mississippi-Bande der Chahta spielt heute im 21. Jahrhundert immer noch Stockball. Jedes Jahr kann man beim Choctaw Indian Fair bei Philadelphia (Mississippi) dabei zusehen, wenn Stockball auf einem modernen Football-Feld gespielt wird.

### Kriegswesen
Mit dem Kriegswesen sind bei den Chahta viele Gebräuche verbunden. Vor einer Kriegserklärung wurde eine Versammlung abgehalten, um die Sache zu diskutieren. Diese konnte bis zu acht Tagen dauern. Swanton schreibt bei Bossu: „Die Chahta lieben den Krieg und haben gute Methoden zu seiner Ausführung. Sie kämpfen nie stehend an einem Ort, sondern flitzen herum. Sie überschütten den Feind mit Verachtung, ohne prahlerisch zu sein. Wenn es dann zum Kampf kommt, kämpfen sie kühl und überlegt.“ Aberglauben ist ein Teil des Chahta-Kriegswesens. Swanton sagt: „Die Chahta sind extrem abergläubisch. Wenn sie in den Krieg ziehen, konsultieren sie ihren Manitu, der vom Häuptling am Körper getragen wird. Sie tragen ihn immer auf jener Seite, die dem Feind zugewandt ist. Die Krieger bewachen ihn.“
Wenn die Chahta einen Feind gefangen nehmen, wird er oder sie als Kriegstrophäe gehandelt. Swanton schreibt, dass Roman schrieb: „Sie haben niemals so viel Grausamkeit auf ihre gefangenen Feinde ausgeübt wie andere Wilde. Sie brachten sie beinahe immer heim, um sie zu töten. Sie wurden mit einer Kugel oder einem Beil getötet. Danach wurde die Leiche in viele kleine Teile zerstückelt - alle haarigen Teile der Haut wurden in Skalps verarbeitet. Die Überreste wurden vergraben und die Trophäen heimgebracht, wo die Frauen mit ihnen tanzten, bis sie müde wurden. Dann wurden sie auf den Dächern der Häuser ausgestellt, bis sie sich aufgelöst haben.“
In einigen Gesellschaften wurde die Enthauptung als Ehre angesehen. Dies scheint der Fall bei den Chahta von Oskelagna gewesen zu sein. Der Kopf eines gefallenen Chahta-Kriegers wurde nach der Schlacht mit zurückgebracht. Swanton sagt über De Lusser (1730): „Da war einer, der den Kopf einer der Ihren, der getötet worden war, mitbrachte. Er schmiss ihn mir vor die Füße und sagte mir, dass er ein Krieger gewesen ist, der sein Leben für die Franzosen verloren hat und dass es gut sei, um seinen Tod zu weinen.“

## Einflussreiche Chahta-Häuptlinge

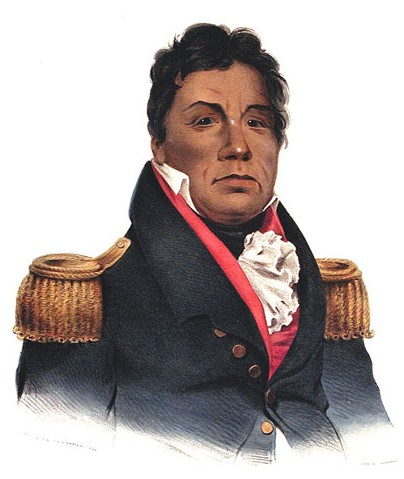
Pushmataha

- Tushkalusa („Schwarzer Krieger“), griff Hernando de Soto in der Schlacht von Mauvilla an.
- Pushmataha (Apushmataha, Apushim alhtala) war Häuptling während der Indianer-Ausweisungs-Ära.
- Greenwood LeFlore Erster Haupthäuptling der Chahta-Nation.
- Musholatubbee war ebenfalls ein Häuptling während der Indianer-Ausweisungs-Ära.
- Hat-choo-tuck-nee („Schnappende Schildkröte“) (Peter Perkins Pitchlynn) war ein sehr einflussreicher Führer während der Indianer-Ausweisungs-Ära und danach.
- Joseph Oklahombi, Code-Sprecher im Ersten Weltkrieg und Kriegsheld.
- Muriel Wright, Tochter eines Choctaw und einer Weißen, Historikerin und Schriftstellerin.
- Phillip Martin, Häuptling der Mississippi-Bande der Chahta-Indianer seit 1979. Er unterstützte auswärtige Investitionen, so dass die Arbeitslosigkeit in der Reservation nahezu vollständig überwunden wurde.